# ジークフリート・トランスラトイル
ザーロ・ジークフリート・トランスラトイル（ドイツ語: Salo Siegfried Translateur, 1875年6月19日 - 1944年3月1日）は、ドイツの作曲家・指揮者・ホロコースト犠牲者。ワルツ『楽しきウィーンのプラター』（別名『スポーツ宮殿ワルツ』）で知られる。
ニュルンベルク法により、トランスラトイルは「半ユダヤ人」とみなされた。第二次世界大戦中の1944年、ナチスによってテレージエンシュタットに収容され、同年3月にそこで死を遂げた。

## 作品
- ワルツ『楽しきウィーンのプラター（ドイツ語版）（スポーツ宮殿ワルツ）』（Wiener Praterleben）作品12
- ワルツ『ドナウ川の物語』（Donaumärchen）作品99